# ثقافة كوستاريكا
تأثرت الثقافة الكوستاريكية بشدة بالثقافة الإسبانية منذ الاستعمار الإسباني للأمريكتين بما في ذلك الإقليم الذي يُشكِّلُ كوستاريكا اليوم. لقد تعرَّضت بعضُ الأجزاء من البلاد لتأثيرات ثقافية قوية أخرى؛ بما في ذلك إقليم ليمون الكاريبي ومنطقة كورديليرا دي تالامانكا التي تتأثَّرُ بالمهاجرين الجامايكيين والسكان الأصليين على التوالي.

## الجماعات العرقية

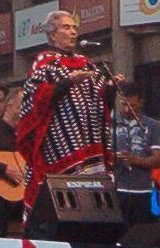
المغنيّة الكوستاريكيّة شافيلا فارغاس

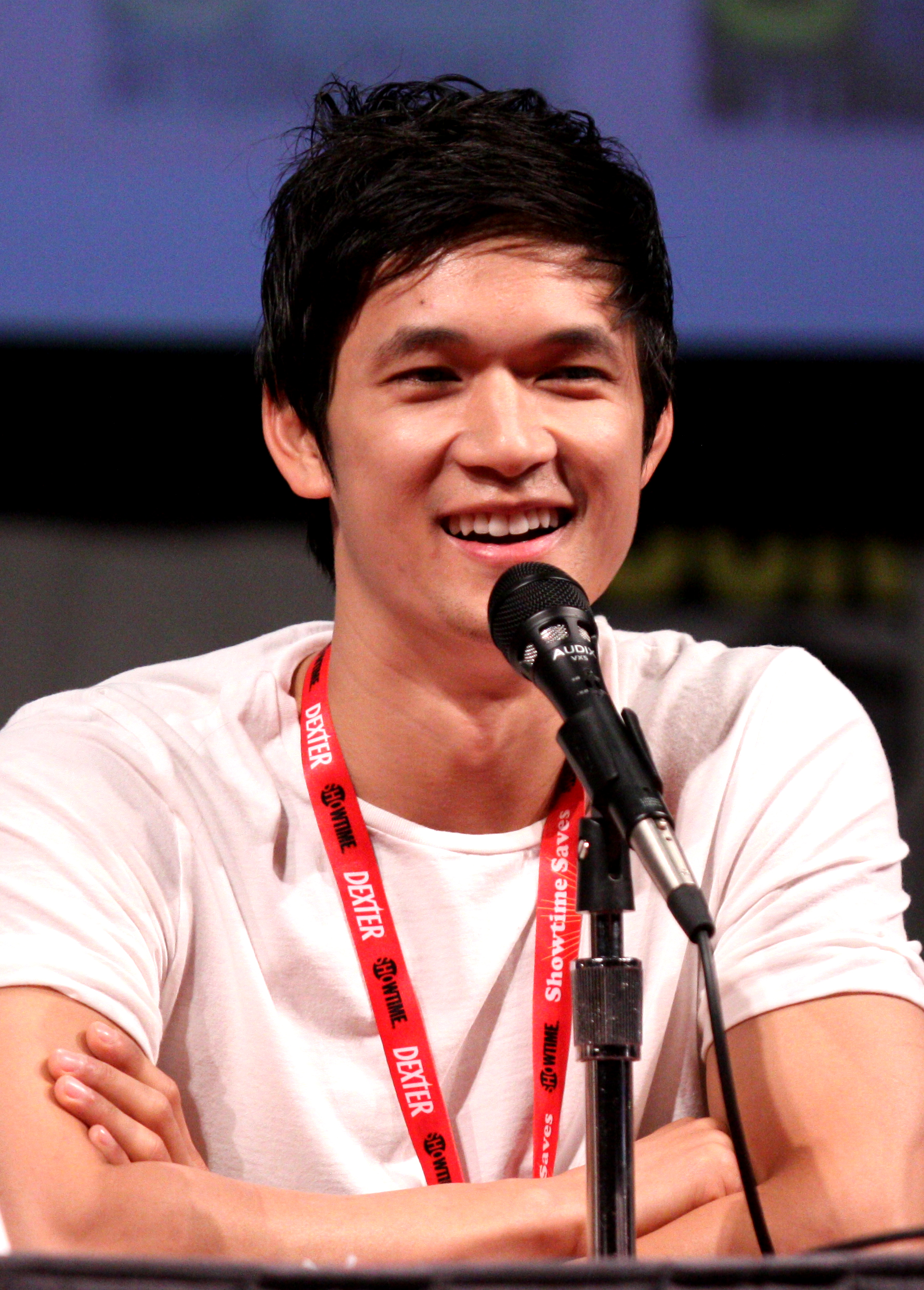
هاري شوم جونيور الراقص والممثل الكوستاريكي بطل مسلسل غلي

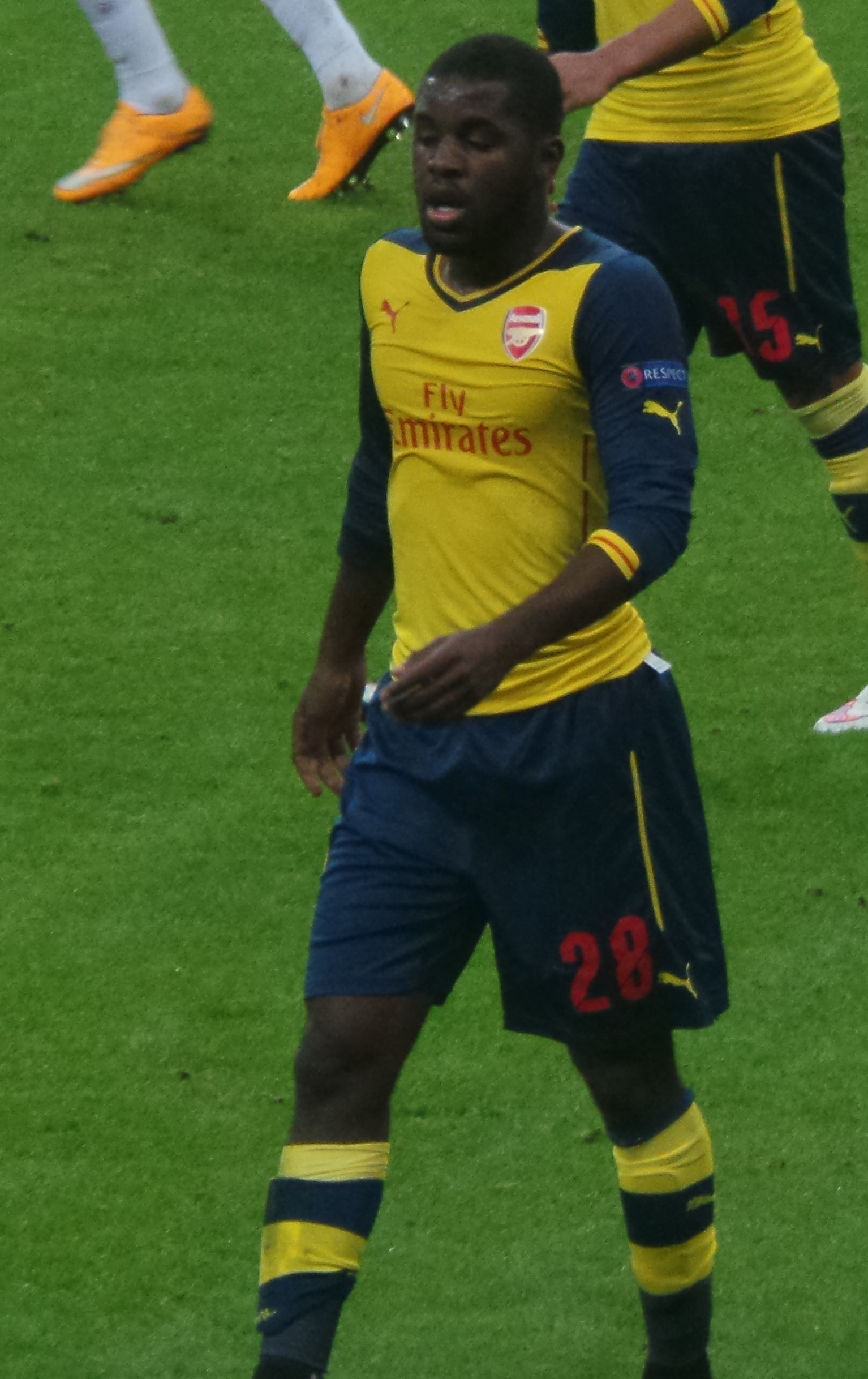
لاعب كرة القدم الكوستاريكي جويل كامبل

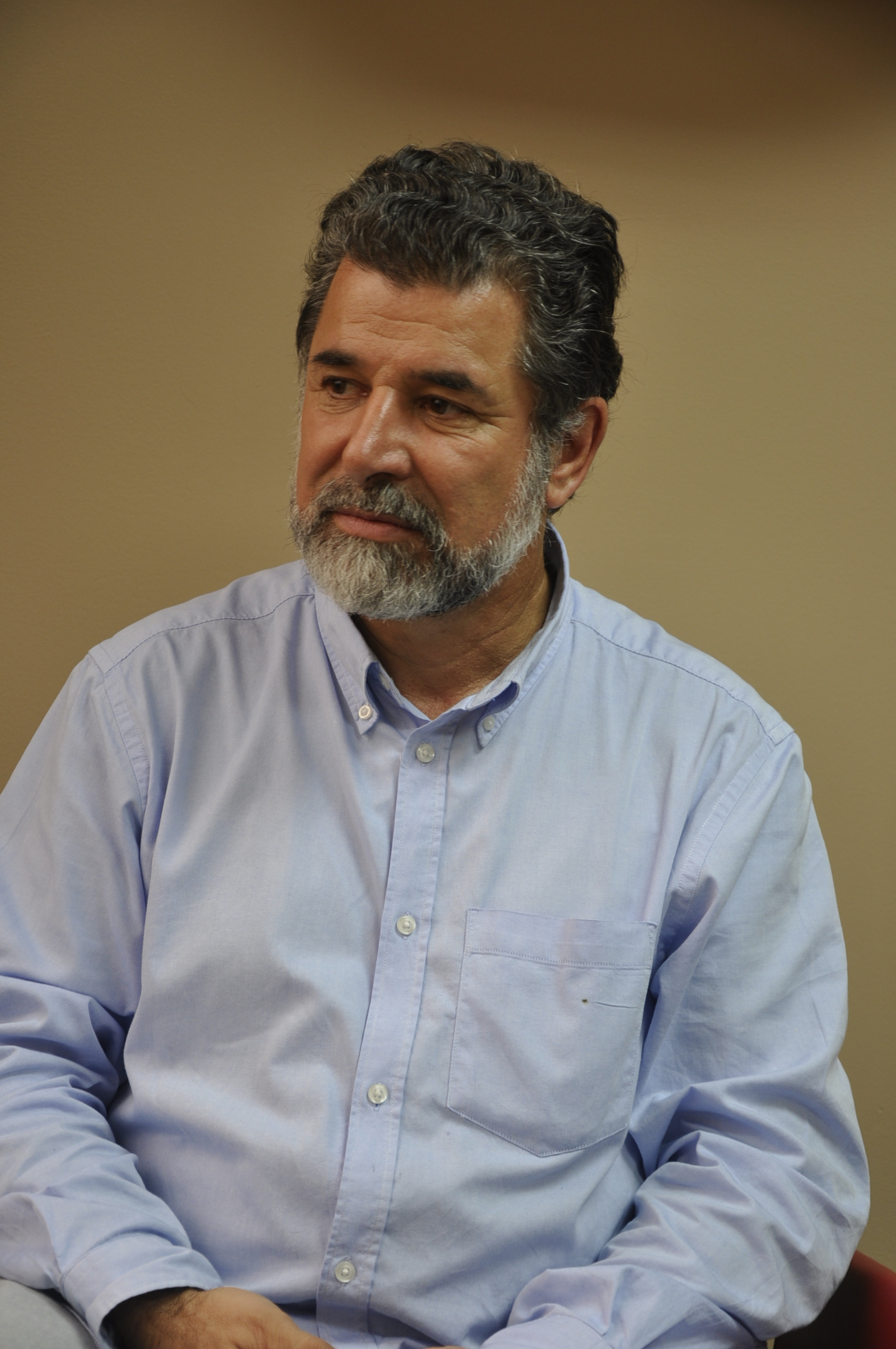
إيبو بونيلا المهندس المعماري وعالِم الرياضيات الكوستاريكي المشهور

حسبَ إحصائيات عام 2012؛ فإنَّ مُعظَم سكان كوستاريكا من أصولٍ أسبانية أو أسبانية/مُختلطةٍ مع أقلياتٍ من أصول ألمانية وإيطالية وفرنسية وهولندية وبريطانية وسويدية ويونانية، ويُشكِّل البِيضُ والكاستيزو والميستيثو مجتمعين 83% من مجموع سكان البلد.
عبَرَ المهاجرون الأوروبيون في كوستاريكا دول أمريكا الوسطى للوصول إلى الساحل الغربي للولايات المتحدة الأمريكية (كاليفورنيا حاليًا) في أواخر القرن التاسع عشر وحتى عام 1910 (قبل فتحِ قناة بنما). تشملُ المجموعات العرقية الأوروبية الأخرى المعروفة في كوستاريكا الروس والدانماركيين والبلجيكيين والبرتغاليين والكرواتيين والبولنديين والأتراك والأرمن والجورجيين.
ربما كان العديد من المستعمرين الإسبان الأوائل في كوستاريكا من اليهود الذين تحولوا إلى المسيحية والذين طُردوا من إسبانيا في عام 1492 وهَربوا إلى مناطق الاستعمار الخلفية لتفادي محاكم التفتيش. أول مجموعة كبيرة من اليهود الذين تم تحديد هويتهم كانوا مهاجرين من بولندا وقدموا للمنطقة عام 1929. من الثلاثينيات إلى أوائل خمسينيات القرن العشرين؛ أثارت الحملات الصحفية والرسمية العنصريّة مشاكل بين عددٍ من معتنقي الديانات وتسبب في اضطهادِ آخرين نوعًا ما؛ بما في ذلك اليهود ولو نسبيًا ومع ذلك فقد حظوا بقبولٍ أكبر في الخمسينات والستينات. معظمُ يهود كوستاريكا – والبالغ عددهم اليوم 3500 – غيرُ ملتزمين بدرجةٍ كبيرةٍ لكنهم يُمارسون بعض الشعائر من حين لآخر.
لدى كوستاريكا أربعُ مجموعات من الأقليات الصغيرة: مولاتو، السود ، الهنود الحمر والآسيويين. إنَّ حوالي 8% من السكان من أصل أفريقي أو مولاتي (مزيجٌ من الأوروبيين والسود) الذين يُطلق عليهم الأفرو–كوستاريكيون وهم من نسلِ الناطقين باللغة الإنجليزية من العمال المهاجرين الجامايكيين السود في القرن التاسع عشر. بحلول عام 1873؛ استوردت شركة السكك الحديدية الأطلسية 653 عاملًا صينياً كانوا يعملون في الخارج على أمل تكرارِ نجاح مشاريع السكك الحديدية مثلما حصل في بيرو بيرو وكوبا والولايات المتحدة بأيادٍ صينيّة؛ لذا فاليوم يُمثل الآسيويون أقل من 0.5% فقط من سُكَّانِ كوستاريكا ومعظمهم من الصين وتايوان واليابان.
هناك أيضًا أكثر من 104,000 من السكان الأصليين الذي يمثلون ما نسبته 2.4%؛ ويعيش معظمهم في مدن وقرى منعزلة موزعة على ثماني مجموعات عرقية: كيتيريسي (في وادي الوسطى)، ماتامبو أو تشوروتيغا (غواناكاست)، ماليكو (شمال ألاخويلا)، بريبري (جنوب المحيط الأطلسي)، كابيكار (كورديليرا دي تالامانكا)، غوايمي (جنوب كوستاريكا على طول الحدود معَ بنما)، بوروكا (الجزء الجنوبي من كوستاريبل على مقربةٍ من نيكاراغوا). يوجد أيضًا عددٌ من اللاجئين الكولومبيين وعلاوة على ذلك؛ استقبلت كوستاريكا الكثير من اللاجئين من بلدان أمريكا اللاتينية الأخرى التي فروا منها خلال الحروب الأهلية والديكتاتوريات خلال سبعينيات وثمانينيات القرن العشرين وخاصَّة من السلفادور، تشيلي الأرجنتين، كوبا ومؤخرًا من فنزويلا. يُمثِّلُ المهاجرون حاليا 9% من سكان كوستاريكا؛ وهذه النسبة هي الأكبرُ في أمريكا الوسطى ومنطقة البحر الكاريبي. بحلول عام 2014؛ أصبحت كوستاريكا «المكان الأفضل» للمهاجرين من نيكاراغوا وكولومبيا والولايات المتحدة.

## اللّغة
اللغة الرسمية لكوستاريكا هي الإسبانية، ومع ذلك تنتشرُ العديد من اللغات الأصلية المحلية الأخرى على غرارِ لغة بريبري، بينما تُعدُّ اللغة الإنجليزية أول لغة أجنبية وثاني أكثر اللغات التي يتمُّ تدريسها في كوستاريكا وتليها الفرنسية والألمانية ثم الإيطالية فالصينية.

### بورا فيدا

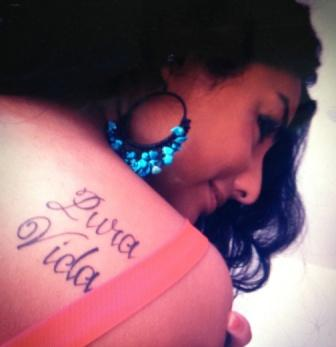
عبارة «بورا فيدا» موشومةٌ على كتف المرأة

تُعتبر عبارة «بورا فيدا» عبارةٌ مميزةٌ في كوستاريكا؛ وتعني حرفيًا «الحياة النقية» كما قد تُترجم إلى «الحياة الرائعة» أو «العيش الحقيقي». تُستخدم العبارة في كوستاريكا لإلقاءِ التحيّة كما تُقال أحيانًا عند الوداع أو كإجابةٍ لمن يستفسر عنِ الأمور الشخصية وما إذا كانت تسيرُ على ما يرام؛ وتُستعمل أيضًا لتقديم الشكر أو لإظهار التقدير والعرفان. بشكلٍ عامٍ يُمكن القول إنَّ عبارة «بوردا فيدا» تعني لدى الكوستاريكيين طريقة حياة أو ربما وجهة نظرٍ للحياة تُثير روحًا متواضعة ومرتاحة ومتفائلة.
وفقًا للأستاذ الجامعي في جامعة كوستاريكا السيّد فيكتور مانويل سانشير؛ فإنَّ أصل كلمة «بورا فيدا» مكسيكي على الأرجح؛ حيثُ يُعتقد أنه جاء من فيلم مكسيكي صدر عام 1956 تحتَ نفس العنوان وفيهِ استخدم البطل – الذي لعب دوره أنطونيو إسبينو – تعبير «بورا فيدا» على نطاقٍ واسعٍ وفي عدّة مواقف لا تُستخدم فيها مثل هذه المفردات أو الجمل. يقول فيكتور أنَّ الكوستاريكيين قد تبنَّوا العبارة ثم دأبوا على استخدموها بطريقة مماثلة؛ إلى أن اعتُرف بها رسميًا حينما أُدرجت في القواميس الإسبانية في كوستاريكا في منتصف التسعينيات؛ وأصبحت منذ ذلك الحين شعار كوستاريكا غير الرسمي في كل مكانٍ تقريبًا.

## الدين
وجدَ استطلاعُ رأي أجرته جامعة كوستاريكا عام 2007 أن 70.5% من السكان يعتبرون أنفسهم كاثوليك (44.9% يُطبقون تعاليم الديانة بينما 25.6% لا يفعلون)، و13.8% من البروتستانت الإنجيليين وأفادَ 11.3% بأنهم لا دينيون بينما أعلنَ 4.3٪ عن انتمائهم لديانات أخرى. تُنظم العديد من المهرجانات الدينية في البلاد ولصالحِ الكثير من الطوائف بما في ذلك البوذية والهندوسية واليهودية والإسلام والبهائية والطاوية وشهود يهوه.

## التعليم
يهتم معظم السكان في كوستاريكا بالتعليم؛ بل إنَّ 6% من الناتج المحلي الإجمالي للبلد مخصصٌ لهذا القطاع الذي حقق نتائج إيجابية على اعتبار أنَّ 96% من السكان يعرفون القراءة والكتابة. يُشابه النظام التعليمي في كوستاريكا نظيره في الدول الأوروبية؛ فهناك تعليمٌ ابتدائي (من الصف الأول إلى السادس) وثانوي (من السابع إلى الحادي عشر أو الثاني عشر) وهو إلزامي على جميع التلاميذ؛ ثم هناك التعليم الجامعي الذي هو مجاني مع إمكانيّة الدراسة في جامعات خاصَّة كما هو الحال في معظم دول العالَم. يوجد في البلاد ست جامعات عامة رئيسية: جامعة كوستاريكا، معهد تيكنولوجيكو دي كوستاريكا، جامعة ناسيونال، جامعة تيكنيكا ناسيونال، وجامعة بارا لا باز.

## الفن

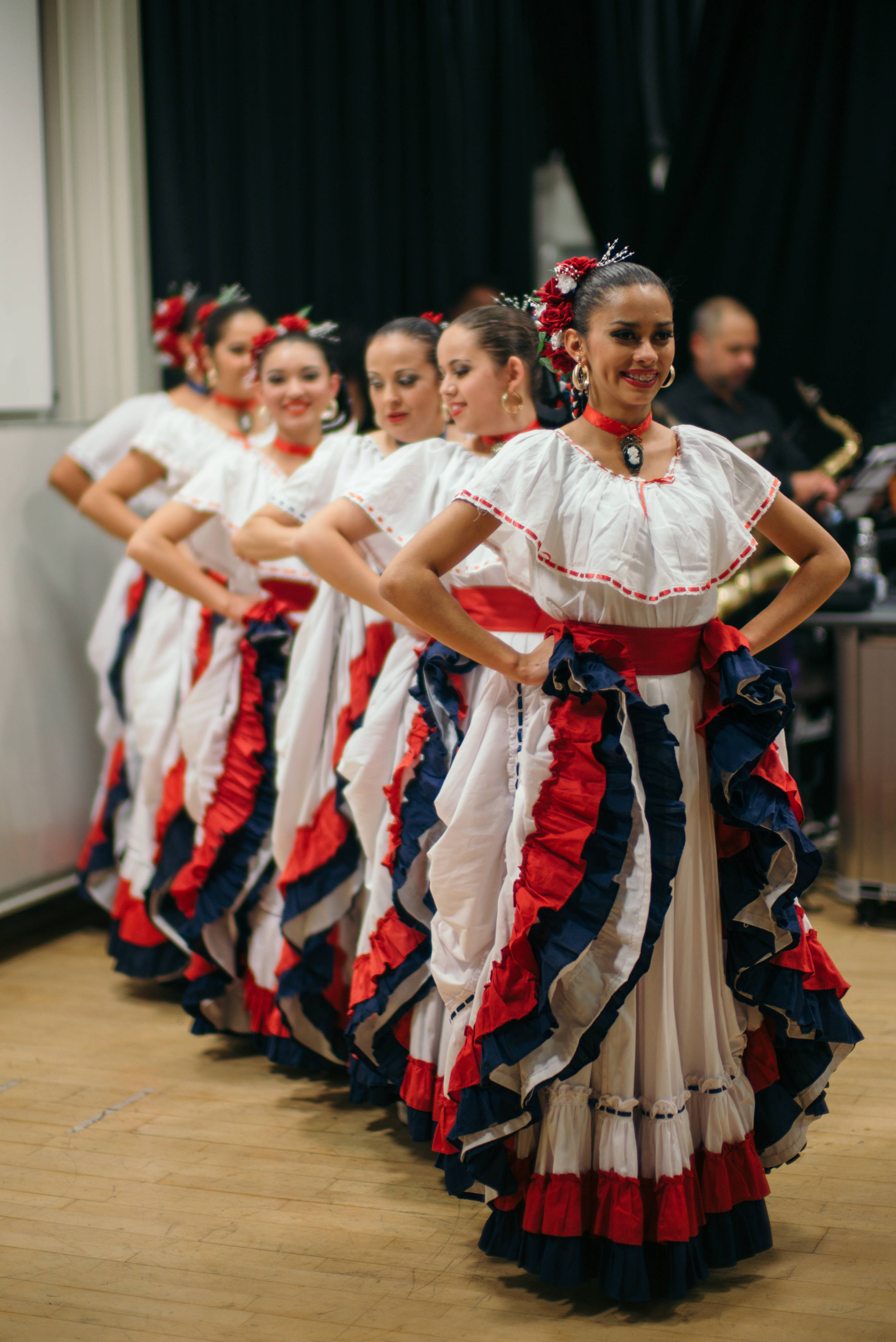
نساء كوستاريكا بلباسٍ تقليدي

### الرسم والنحت
في بداية القرن التاسع عشرآ دفع بعض الأثرياء من كوستاريكا الكثير من المال لرسامين أجانب كانوا يزورون المنطقة حينها ومُعظمهن من الأوروبيون من أجل رسمِ صورهم. لم يستقر بعض الفنانين، مثل بيغوت أو هنري إثيرديج أو سانتياغو بارامو في البلاد حتى تعلم الفنانون الكوستاريكيون التقنيات الحديثة للرسم والرسم الزيتي والنحت. لقد أثر هؤلاء المعلمون بشكلٍ مباشرٍ في عددٍ من فناني كوستاريكا بما في ذلك تيكو خوسيه ماريا فيغيروا، فوستينو مونتيس دي أوكا وفيليب فالنتيني.
مع نهاية القرن التاسع عشر؛ نجحَ الفنانون الكوستاريكيون في إبرازِ هويتهم الوطنية؛ وعلى رأسهم حزقيال جيمينيز، ينسيسلاو دي لا غوارديا وإنريك إيشاندي. من بينِ الرسَّامين الحاليين في كوستاريكا هناك جونزالو موراليس سوريز، رافا فرنانديز وفرناندو كاربالو بالإضافةِ إلى نحاتين من أمثال إيبو بونيلا، ماكس خيمينيز، خورخي جيمينيز ديريديا، دومينغو راموس، ماريو بارا، أولجر فيليجاس، نيستور زيليدون ووليام فيلانويفا بيرموديز.

### الموسيقى
تأتي معظم الموسيقى والفولكلور من شمال كوستاريكا؛ بما في ذلك شبه جزيرة نيكويا (ثقافة المايا) وساحل المحيط الأطلسي (ثقافة أفرو-كاريبي). تتميز الموسيقى الكوستاريكية بإيقاع يُعرف باسمِ تامبيتو (بالإسبانية: tambito)‏ بالإضافةِ إلى نوعٍ موسيقي مُميزٍ يُعرف باسم بونتو (بالإنجليزية: punto)‏.

### الرقص
يظلُّ الرقص تقليدًا ثقافيًا هامًا في كوستاريكا؛ حيث يتعلم معظم سكان كوستاريكا عدة رقصات تقليدية منذ الصغر. وُلدت الغالبية العظمى من الرقصات التقليدية في كوستاريكا في مقاطعة غواناكاسته؛ وغالبًا ما يتم الاحتفال بالأعياد الوطنية من خلال عروض الرقصِ في الشوارع. يَعتبر الكثيرون أنَّ بونتو غواناكاسته (بالإسبانية: Punto guanacasteco)‏ هي الرقصة الوطنية التي تمرُّ عبر ثلاث مراحل مختلفةٍ من «المغازلة». تتوقَّفُ في بعض الأحيانِ جميع الراقصات عن الرقص في منتصف الرقصة حتى يُسمح لشخصٍ واحدِ بالبروز والظهور فيما يُعرف محليًا باسمِ «القنبلة».

### الأدب
إن معظم قُرّاء الأدب الكوستاريكي من أبناء البلد أو من دول أمريكا الوسطى ونادرًا ما يتمُّ التسويق للأدبِ الكوستاريكي بشكلٍ فعالٍ لضمانِ الاطلاع عليه من قِبل قراء أدب من دول أخرى بعيدة كلّ البُعد عن كوستاريكا. يُمكن القول إن الفضل في الشهرة المحليّة للأدب الكوستاريكي يعودُ بنسبةٍ كبيرةٍ للنساء اللاتي لعبنَ دورًا كبيرًا في كل حركة أدبية في الماضي والحاضر ولعلّ أبرزهنَّ كارمين لايرا التي جعلت منها موضوعاتها وطبيعة المواضيع التي تُناقِش «شخصيّة ثورية»، بالإضافةِ إلى الكاتب المعروف خوسيه ليون سانشيز، خواكين غوتيريز وكارلوس سالازار هيريرا وغيرهم.

## المطبخ

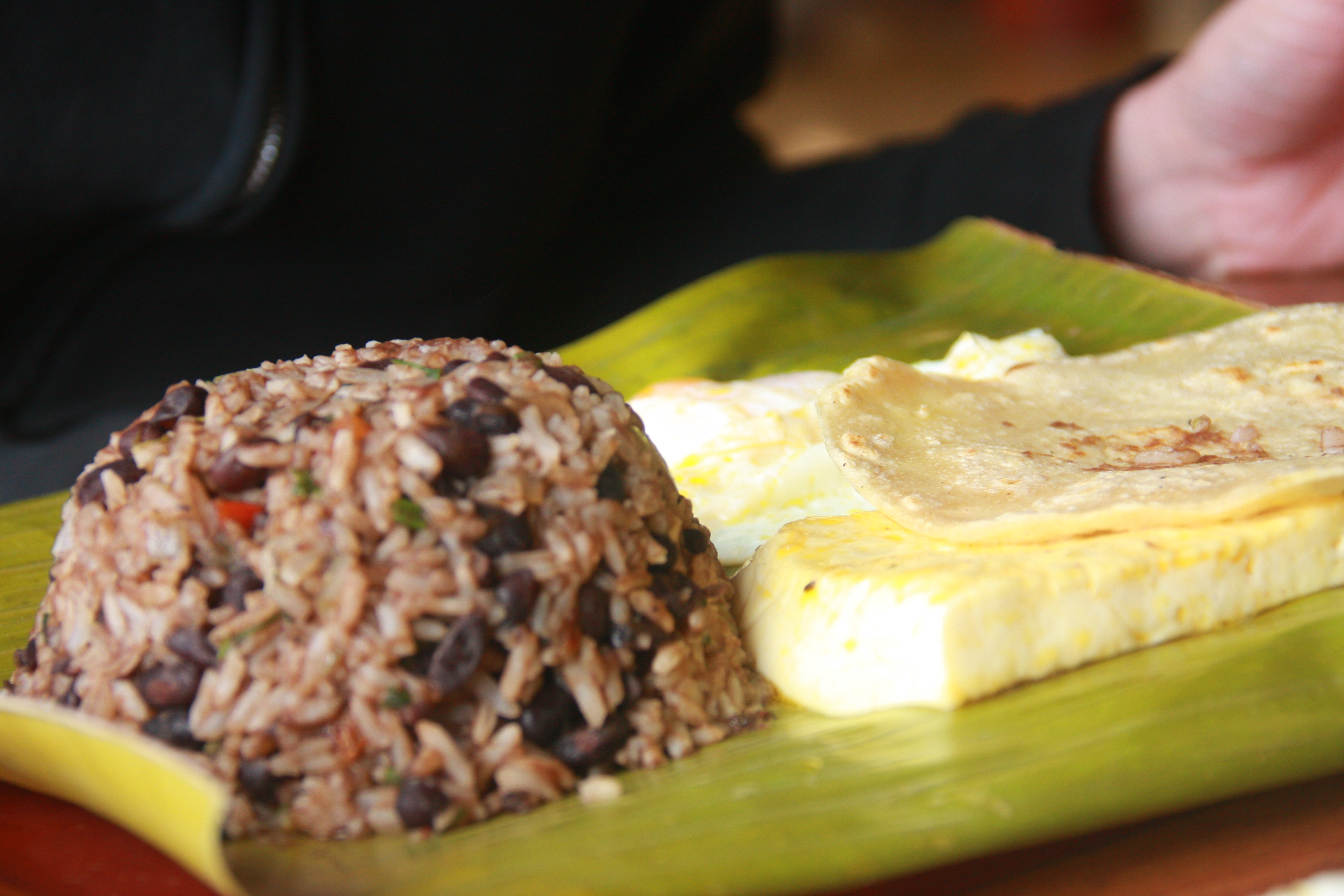
غالو بينتو

المطبخ الكوستاريكي هو مزيجٌ من المطبخ الإسباني ومطابخ أمريكا الجنوبية ومنطقة البحر الكاريبي وأمريكا. في الواقع؛ معظم دول أمريكا الوسطى تتشاركُ نفس المطبخ تقريبًا مع اختلافات بسيطة تكاد لا تذكر. إنَّ «الطبق الوطني» أو بالأحرى الطبق الأشهر في كوستاريكا هو «جالو بينتو» الذي يُترجم حرفيًا إلى «الديك المُرَقَّط» على الرغمِ من أن الاسم لا علاقة له بالمكونات. هناك أيضًا «سالسا ليزانو» وهي مزيجٌ من الفاصوليا السوداء والأرز الأبيض مُتبلٍ مع الكزبرة والبصل والثوم والملح وباقي التوابل المحلية. تؤكل هذه الأكلة عادةً في وجبة الإفطار مع البيض؛ وأحيانا معَ الـ «ناتيلا» وهي القشدة الحامضة. على مستوى الخبز؛ هناك فائضٌ في الإنتاج في ظل وجود خبز التُّرتية وخبز الذرة على حدٍ سواءٍ. الأطباق النموذجية الأخرى هي أروز كون بولو وهو الأرز مع الدجاج، أولا كارني، تامال وكازاو
الكاسادو عبارةٌ عن وجبةٍ من طبقٍ واحدٍ تشتملُ على الفاصوليا السوداء والأرز واللحوم والموز المقلي وواحد أو أكثر من الأطباق الجانبية. يمكن أن يختلف اللحم بين لحمِ الدجاج أو اللحم البقري أو السمك وذلك حسبَ الرغبة ونفس الأمر بالنسبة لاختلاف الأطباق الجانبية التي قد تكونُ على شاكله سلطة مَعكرونة أو سلطة خضار أو بيض مقلي معَ بطاطا أو معكرونة أو ما يُعرف محليًا باسمِ باربادوس التي تُعد عبر لفّ الفاصوليا الخضراء في عجينة البيض. هناك بعض الاختلافات الإقليمية البسيطة؛ فعلى سبيل المثال لا الحصر يحتوي الجانب الكاريبي من البلد – بسبب جذوره – على جالو بينتو مع حليبِ جوز الهند في حين أن الجزء الشمالي الغربي من البلاد لديه ميل قوي نحو منتجات الذرة وللتُّرتية الكبيرة المملوءة بالجبن والوجبات الخفيفة من الذرة وأطباق أخرى.